# 金融法務事情
『金融法務事情』（きんゆうほうむじじょう）は、金融財政事情研究会が1952年に創刊した法律専門雑誌。毎月10日、25日の2回発行。年22,050円（税込み）2012年2月10日号で1939号。略称は「金法」。